# Bob Parsons
Robert Clifford Parsons, detto Bob (Lincoln, 11 giugno 1915 – Modesto, 1º marzo 1985), è stato un cestista statunitense, professionista nella NBL.

## Carriera
Giocò per due stagioni nella NBL, disputando complessivamente 26 partite con 2,1 punti di media.